# Mount Disappointment
Der 800 Meter hohe Mount Disappointment (Berg der Enttäuschung) befindet sich am südlichen Ende der Great Dividing Range, etwa 60 km nördlich von Melbourne in Victoria, Australien. Die ersten Weißen, die diesen Berg erstiegen, waren Mitglieder der Expedition von Hume und Hovell im Jahre 1824. Heute ist der Berg ein populäres Ziel für Bergwanderer.
Seinen Namen erhielt der Berg von den Erstbesteigern, die sich eine gute Sicht auf ihr Expeditionsziel Western Port erhofften, aber aufgrund der starken Bewaldung nichts erkennen konnten.

## Geschichte
Vor der europäischen Besiedlung lebten Aborigines im Gebiet dieses Berges. Obwohl über ihr Leben in dem Wald kaum etwas bekannt ist, ist ihr Vorhandensein durch Funde von Steinwaffen am Drag Hill in der Nähe der Sunday Creeks belegt. Nach der Entdeckung des Berges im Jahre 1824 suchten Siedler dort Gold. Im Jahre 1880 begann die Australian Seasoned Timber Company Holz zu schlagen und baute Sägewerke auf. Dies zog einen Zustrom von Arbeitskräften nach sich und es wurden Orte wie Clonbinane, Reedy Creek und Strath Creek gegründet. Die Company betrieb zwei Mühlen, die Comet Mill und Planet Mill, die mitten im Wald lagen. Ein Netzwerk von Schienen und Bahnen sorgte dafür, dass die Mühlen Nachschub von Holz erhielten. Die Schienenfahrzeuge wurden ironisch die The Bump (Die Beule) genannt. In den 1890er Jahren verarbeitete die Comet Mill 800 Holzstämme im Monat.
Die Australian Seasoned Timber Company, die Holz für Möbel verarbeitete, befand sich in Wandong, nördlich von Melbourne am Ende des Mount Disappointment Forest. Die Wandong seasoning works wurde von einer anderen Company im Jahre 1889 gegründet und war eine der ersten Gesellschaften, die in Australien Hartholz verarbeiteten.
In Spitzenzeiten beschäftigte die Holzindustrie bis zu 420 Holzarbeiter. Der Betrieb der Sägewerke wurde 1939 eingestellt, aber Bauholz wird im Mount-Disappointment-Gebiet bis heute geschlagen, wobei auf eine Nachhaltigkeit des Baumbestands geachtet wird.
Am 5. August 1942 stürzte eine Bristol Beaufighter IC dreihundert Meter nördlich der Bergspitze ab, wobei zwei Soldaten der 30. Squadron der RAAF ums Leben kamen.

## Flora und Fauna
Ebereschen dominieren den Berg und ihre Früchte bedecken den Boden des Granits. Eukalypten wachsen in den trockeneren Nischen des Berges. Rote Stringybarks, Schmalblättrige Pepperminz-Pflanzen, Long-leaf-Box und Candlebarks (Eucalyptus rubida) können entlang der Wasserläufe wachsen.
Neben zahlreichen Vögeln gibt es Wombats und Wallabys in diesem Wald.

## Mount Disappointment State Forest
Das Gebiet des Mount Disappointment wird von Erholungssuchenden aus Melbourne häufig aufgesucht, da es den 40 Kilometer langen Mount Disappointment Forest Drive, verschiedene Wanderwege, Picknick- und Campingplätze anbietet. Der Wald wird von der Victorian Department of Sustainability and Environment verwaltet.